# Burnham Norton
Burnham Norton is een civil parish in het bestuurlijke gebied King's Lynn en West Norfolk, in het Engelse graafschap Norfolk met 173 inwoners.